# Imbé
Imbé é um município do estado do Rio Grande do Sul, no Brasil. O município faz parte da Aglomeração Urbana do Litoral Norte instituída pela Lei Complementar Estadual 12.100/2004.
Sua praia é muito procurada por esportistas, especialmente surfistas, devido às ondas que se formam nas suas águas. Os melhores pontos para se surfar estão na altura do calçadão.
O animal-símbolo do município é o boto (Tursiops truncatus).

## História
No ano 1000 somente havia indígenas no Brasil.
Por volta do ano 1000, a região foi invadida por povos tupis-guaranis procedentes da Amazônia, que expulsaram os antigos habitantes para o interior do continente. No século XVI, quando os primeiros navegadores europeus chegaram à região, esta estava ocupada pelos carijós, um ramo dos guaranis.
Os navegadores europeus foram logo sucedidos pelos padres jesuítas, que procuravam catequizar os carijós, e pelos paulistas, que vinham escravizar os carijós para que estes trabalhassem em suas fazendas. No século XVIII, a pecuária se desenvolveu na região. Em 1737/40, André Ribeiro Coutinho criou, em terras onde futuramente seria Imbé, a guarda de registro, com o objetivo de disciplinar a extração de couro e o trânsito de mercadorias, gado e pessoas. O imbé, uma planta abundante na região, daria, mais tarde, origem ao nome do município.
Em 1939, ao atravessar uma ponte de madeira que ligava Tramandaí e Imbé, o corretor de imóveis Cezar Bergamash voltou-se para os amigos Alfredo Rodolpho Mariath e Osvaldo Coufal e disse que aquele local formado por campo, banhado e dunas daria um belo loteamento. Então, naquele momento, formou-se a Sociedade Territorial Praia do Imbé, que, logo, adquiriu as terras de Virgulina Lemos Mury, viúva de Jorge José Mury, e dos seus herdeiros, conforme consta na certidão nº 6 277 de 4 de agosto de 1939. Os pescadores que por ali moravam foram assentados no bairro Tiroleza, em Tramandaí, para que fosse possível iniciar a construção do loteamento, um arrojado projeto arquitetônico.
O grande crescimento populacional, com a consequente formação de novos núcleos habitacionais e o desenvolvimento do comércio, fez com que houvesse um grande desejo de parte da população de Imbé de se emancipar do município de Tramandaí.
Em 1987, lideranças iniciavam reuniões para eleger uma comissão pró-emancipação, que foi criada em 13 de janeiro do mesmo ano. A comissão ficou assim constituída: presidente, Pedro Jurandir Vedovato; vice-presidente, Quinto Dosssena; 1º secretário - Sylvio Contino Nunes; 2º secretário - Jorge Luis Maganin; tesoureiro - Jurandir Peroni; 2º tesoureiro - Daniel Pereira. O conselho fiscal foi formado por João Adolfo Curtis da Silveira, José Pedro Barbosa, Romeu José Jotz, Manoel Santos Neves, Ely Vianna e Osório Martinho Cardoso. Como relações-públicas, atuou Sadi Martins Salbego e o presidente de honra foi João Carlos Wender, que viria a ser o primeiro prefeito de Imbé.
Em 10 de abril de 1988, aconteceu a consulta em plebiscito e os eleitores de Tramandaí optaram pelo Sim, emancipando o município de Imbé. Em 9 de maio, o então governador do Estado, Pedro Simon promulgou a lei nº 8 600, criando o município de Imbé. Em 15 de novembro de 1988, foi eleito o primeiro prefeito, João Carlos Wender, tendo, como seu vice, Pedro Jurandir Vedovato.
Em 1º de janeiro de 1989, houve a instalação do município no Salão Medianeira, ocasião em que houve a eleição e posse da mesa diretora do Legislativo Municipal e, em seguida, a posse do prefeito e vice.
A cidade abriga o Centro de Estudos Costeiros, Limnológicos e Marinhos (CECLIMAR). O CECLIMAR está envolvido na condução e suporte de projetos de pesquisa por meio de seus especialistas e instalações laboratoriais. Além disso, promove programas de extensão que compartilham com a comunidade informações técnico-científicas e iniciativas relacionadas à Educação Ambiental. No âmbito da conservação da fauna marinha do Litoral Norte, o centro opera o Centro de Reabilitação de Animais Silvestres e Marinhos (CERAM). Além disso, desempenha um papel fundamental no apoio a diversas atividades de ensino da UFRGS (Universidade Federal do Rio Grande do Sul). Entre essas atividades, destacam-se os cursos de Ciências Biológicas, que oferecem duas ênfases: Biologia Marinha e Costeira, e Gestão Ambiental Marinha e Costeira. 

## Geografia

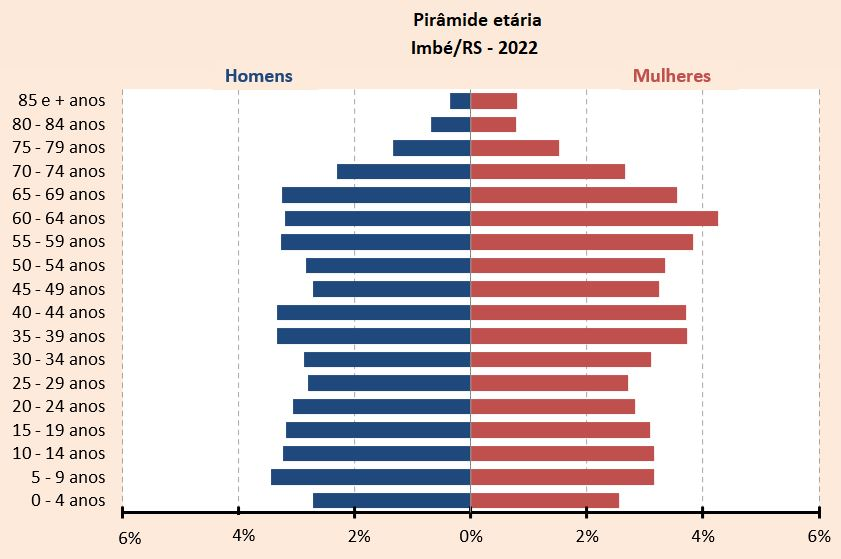
Pirâmide etária do Município de Imbé/RS, segundo os dados do IBGE/2022

O Município de Imbé foi criado pela Lei Estadual nº 8.600 de 09.05.1988 cujos limites foram alterados pela Lei nº 9.014 de 11.01.1990.
A estrutura etária conforme os dados do Censo do IBGE do ano de 2022 se apresenta na forma da pirâmide. Vê-se que há um baixo número de nascimentos e uma redução de população a partir dos 70 anos de idade e uma leve preponderância feminina em quase todas as faixas.

## Administração
- João Carlos Wender (1989-1992)
- Pedro Jurandir Vedovato (1993-1994)
- Paulo Andriola - (1994-1996)
- Darcy Luciano Dias - (1997-2000)
- Darcy Luciano Dias - (2000-2004)
- Jadir Fofonka - (2005-2008)
- Darcy Luciano Dias - (2009-2012)
- Pierre Emerim - (2013-2016)
- Pierre Emerim - (2016-2020)
- Luis Henrique Vedovato (Ique Vedovato) - (2021-2024)

## Feriados Municipais
O município de Imbé possui quatro feriados municipais instituídos pela Lei Municipal 106/91 (e suas alterações), sendo eles:
19 DE MARÇO - Dia de São José, padroeiro do município
02 DE ABRIL - Sexta-feira Santa
03 DE JUNHO - Corpus Christi
29 DE JUNHO - Dia de São Pedro, padroeiro dos pescadores